# Boerentoren
Boerentoren, także: Torengebouw, oficjalnie: KBC Tower – wieżowiec w stylu art déco, znajdujący się w Antwerpii, na rogu Schoenmarkt, Eiermarkt i Beddenstraat. Powstał w latach 1929–1931 na zlecenie Powszechnego Towarzystwa Bankowego (niderl. Algemeene Bankvereeniging) jako pierwszy wieżowiec w Belgii i zarazem w Europie. W momencie oddania do użytku miał 87,5 m wysokości, dzięki czemu przez 9 lat był najwyższym wieżowcem w Europie, przez 29 lat zaś najwyższym budynkiem w Belgii. Jest przy tym najwyższym wieżowcem zbudowanym na Starym Kontynencie w okresie dwudziestolecia międzywojennego. Obecnie, mając całkowitą wysokość wynoszącą 97,75 m jest trzecim pod względem wysokości obiektem budowlanym w Antwerpii i 24. pod względem wysokości wieżowcem w Belgii (stan na 2022 rok).

## Historia

### Geneza budowy
Podczas I wojny światowej, w wyniku przeprowadzonego przez Niemców w dniach 7–9 października 1914 roku ostrzału artyleryjskiego, zniszczonych zostało wiele kwartałów historycznej zabudowy Antwerpii, m.in. ten w rejonie Schoenmarkt, Eiermarkt i Beddenstraat. W 1919 roku międzygminna Komisja Badawcza do spraw Planowania Aglomeracji Antwerpskiej (niderl. Studiecommissie tot Inrichting der Antwerpsche Agglomeratie) zorganizowała konkurs architektoniczny na projekt odbudowy zabudowy terenu między Schoenmarkt, Eiermarkt i Beddenstraat, do którego zgłoszono 28 prac. Jury konkursu nie przyznało pierwszej nagrody, wyróżniło natomiast ex aequo pięciu uczestników: Maxa Windersa, Eduarda Van Steenbergena, Henriego Van Dijka, Pola Bergera oraz startujących jako duet Alfonsa Franckena i Henriego Delvaux. W 1928 roku zamiar zakupu przedmiotowej działki wyraziło poszukujące nowego miejsca na prowadzenie działalności antwerpskie Powszechne Towarzystwo Bankowe (niderl. Algemeene Bankvereeniging), które siedem lat później za sprawą fuzji z działającym w Kortrijk Bankiem Handlu i Przemysłu (niderl. Bank voor Handel en Nijverheid) przekształciło się w Bank Kredytowy (niderl. Kredietbank), w dalszym okresie znany jako KBC. 7 sierpnia 1928 roku władze Antwerpii sprzedały mający 2124,85 m² powierzchni miejski grunt Powszechnemu Towarzystwu Bankowemu, zapisując jednocześnie w umowie sprzedaży polecenia wzniesienia w tym miejscu budynku „w nowoczesnym stylu”. 28 sierpnia rada miejska zatwierdziła umowę.

### Budowa i opis

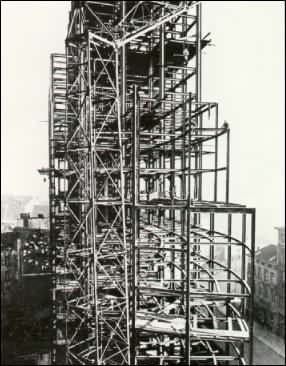
Szkielet konstrukcyjny budynku w 1929 roku

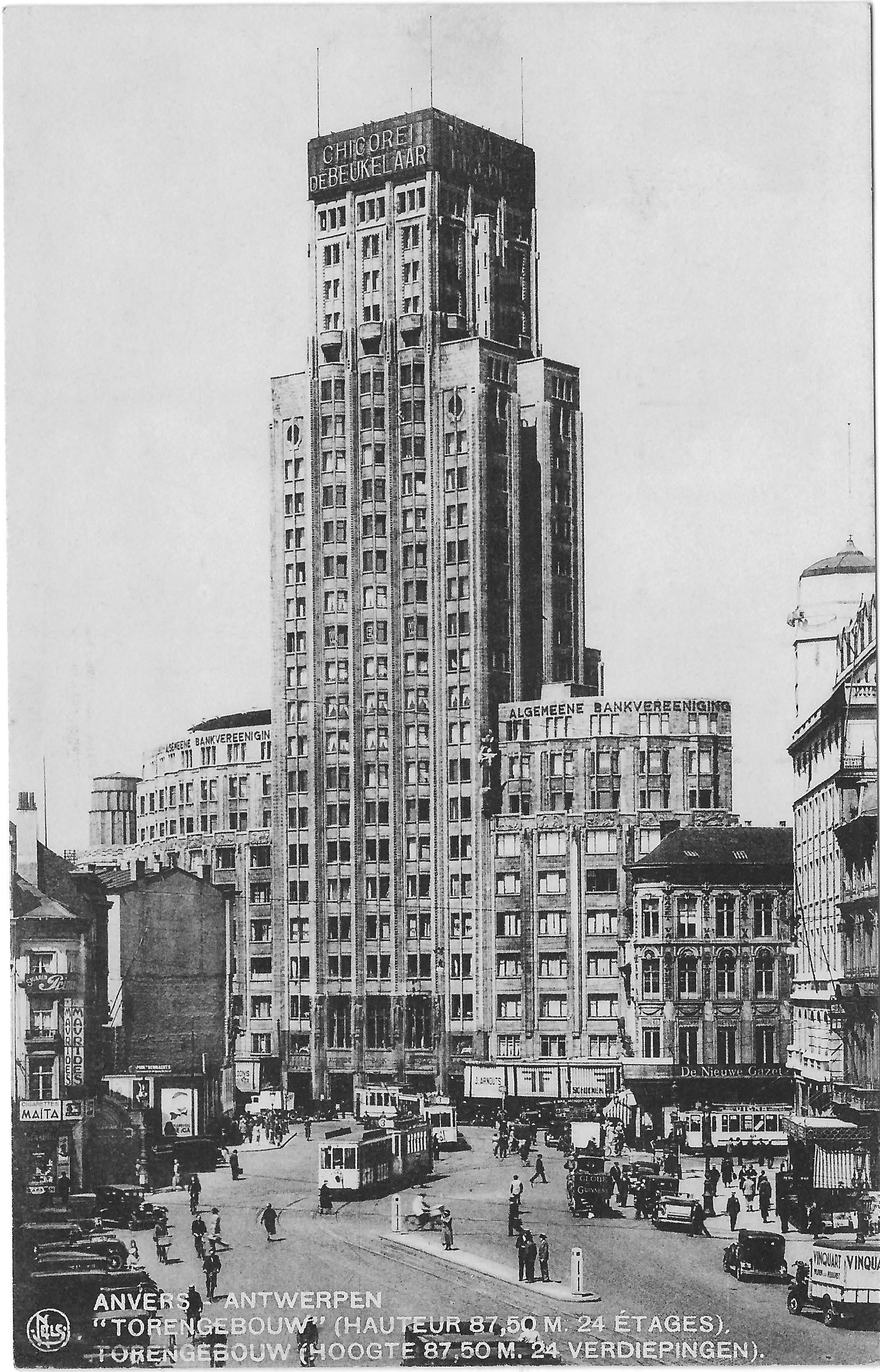
Budynek na pocztówce z lat 30. XX wieku

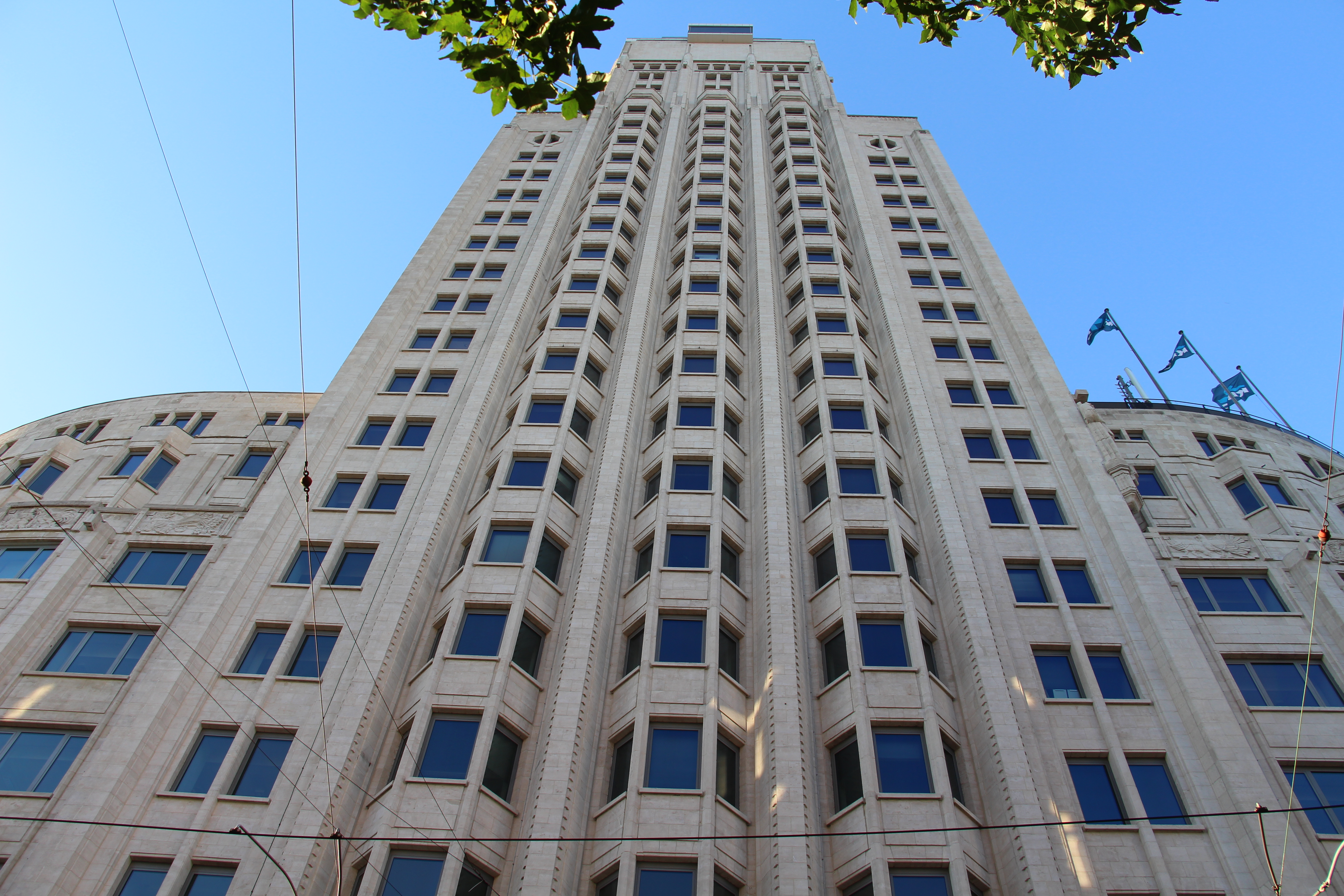
Elewacja wieżowej części budynku

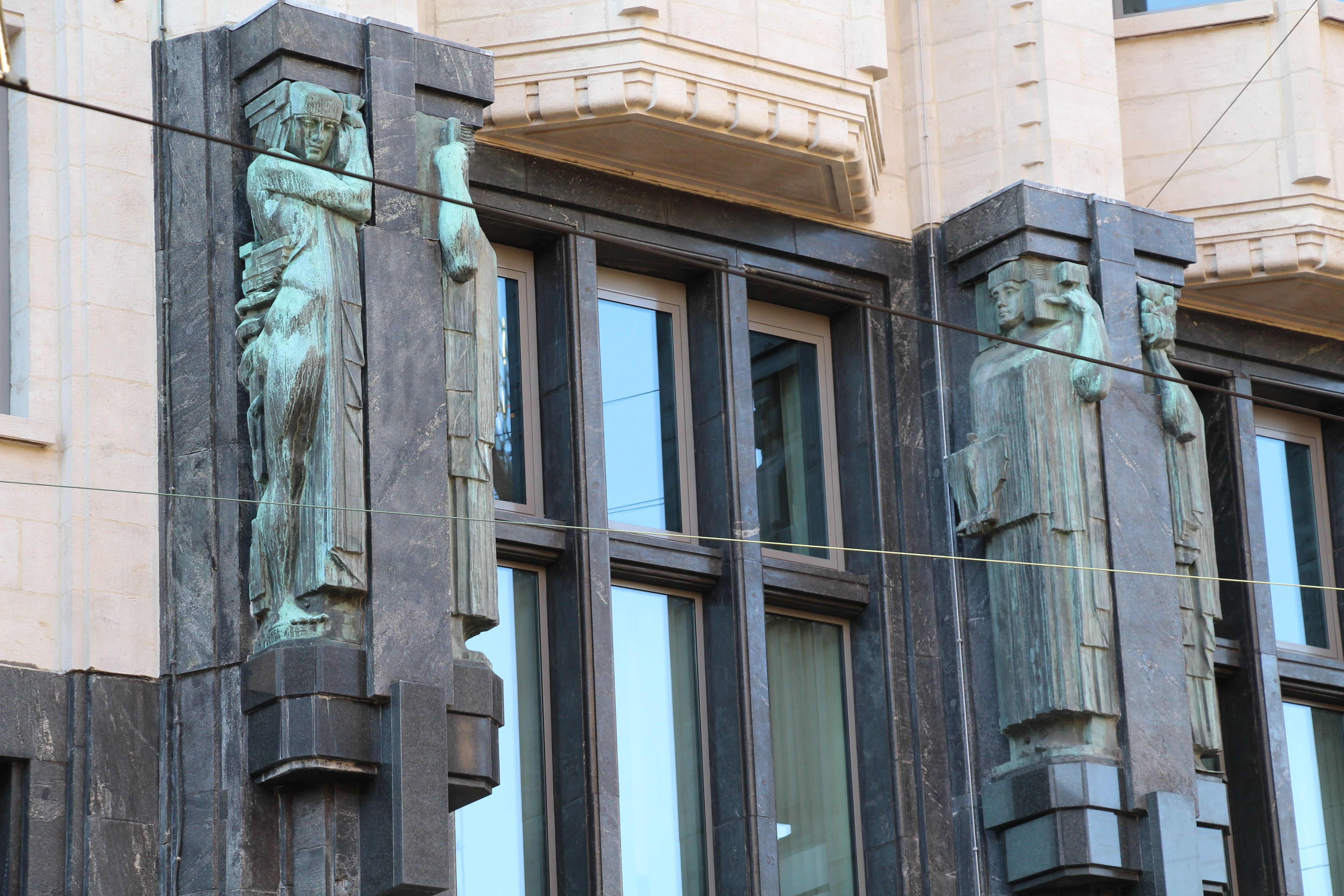
Hermy na elewacji budynku

Budowa budynku Powszechnego Towarzystwa Bankowego rozpoczęła się niedługo przed wybuchem wielkiego kryzysu, w lutym 1929 roku, a zakończyła w grudniu 1931 roku, jednak jeszcze przed końcem prac budowlanych, jesienią 1931 roku zaczęto wynajmowanie położonych na parterze pomieszczeń sklepowych. Projekt gmachu stworzyli architekci Emiel Van Averbeke, Jan Vanhoenacker i Jos Smolderen, za jego realizację odpowiadała zaś firma Societe Anonyme, anciennement Dumon & Vander Vin. Inwestycja uchodziła za prestiżową z powodu odbywającej się w jej trakcie w Antwerpii Wystawy Światowej w 1930 roku. Budynek, składający się z wąskiej i zwężającej się ku górze części wieżowej oraz towarzyszącej jej części niższej, wybudowany został w oparciu o szkielet konstrukcyjny, którego montaż firma Demag z Duisburga rozpoczęła 25 października 1929 roku na mającej 2 m grubości żelbetowej płycie fundamentowej, umieszczonej na cieńszej betonowej płycie-podstawie, koniecznej do wyrównania powierzchni gruntu. Kładzenie płyt było poprzedzone wykopaniem około 7000 m³ ziemi. Szkielet wykonano z elementów stalowych o łącznej masie 3500 t, połączonych 430 000 nitów i 180 000 śrub, a także z żelbetu, na który zużyto 500 t prętów zbrojeniowych, 3550 t cementu oraz wiele tysięcy metrów sześciennych reńskiego żwiru i reńskiego piasku. Na szkielecie zbudowano następnie elewację, wykonaną z 3,5 miliona cegieł z Boom i oblicowaną piaskowcem z Burgundii. Elewacja reprezentowała styl art déco i cechowały ją pionowe, długie wykusze w wieżowej części budynku. Była ozdobiona reliefami przedstawiającymi indyki oraz króliki, ponadto obecne na niej były także hermy i figura Matki Bożej.
W budynku mieściły się sklepy na parterze i pomieszczenia związane z działalnością jego właściciela (podziemne pomieszczenie ze skarbcem i dwukondygnacyjna sala z okienkami bankowymi), a poza tym głównie mieszkania, kilka herbaciarni (m.in. De Torenkelder i Cuperus) oraz restauracja z tarasem dachowym i pergolą. Wnętrza obiektu, podobnie jak jego formy zewnętrze, urządzono w oparciu o styl art déco. W głównej, wieżowej części budynku po jego oddaniu do użytku znajdowały się cztery windy, które poruszały się z prędkością 1,5 m/s i mogły przewieźć około 10 000 osób dziennie (obecnie część wieżowa ma dwie windy, niższa część zaś 13). Początkowo gmach był nazywany Torengebouw (pol. „Budynek wieżowy”), jednak niedługo później zyskał prześmiewczą nazwę Boerentoren (pol. „Wieża rolników”), odnoszącą się do Belgijskiego Związku Rolników (niderl. Belgische Boerenbond), który kontrolował inwestora budynku, Powszechne Towarzystwo Bankowe, i który był zaangażowany finansowo w jego budowę. Wiele lat później nazwa Boerentoren uległa upowszechnieniu. Wieżowa część obiektu miała 87,5 m wysokości i 25 kondygnacji (na ostatniej z nich ulokowano wielki zbiornik z wodą). W momencie oddania do użytku obiekt był pierwszym wieżowcem i jednocześnie najwyższym budynkiem w Belgii oraz najwyższym wieżowcem w Europie. W Antwerpii wyższa od niego była wtedy tylko katedra Najświętszej Marii Panny, mająca 123 m wysokości. Gmach był najwyższym wieżowcem w Europie do 1940 roku, kiedy to oddano do użytku mierzący 107,95 m (116 m wysokości całkowitej) Torre Piacentini w Genui, w Belgii zaś do 1960 roku, gdy ukończono mający wysokość 117 m Centre International Rogier w Brukseli (w gminie Saint-Josse-ten-Noode). Pozostaje przy tym najwyższym wieżowcem zbudowanym na Starym Kontynencie w okresie dwudziestolecia międzywojennego.

### Dalsze losy

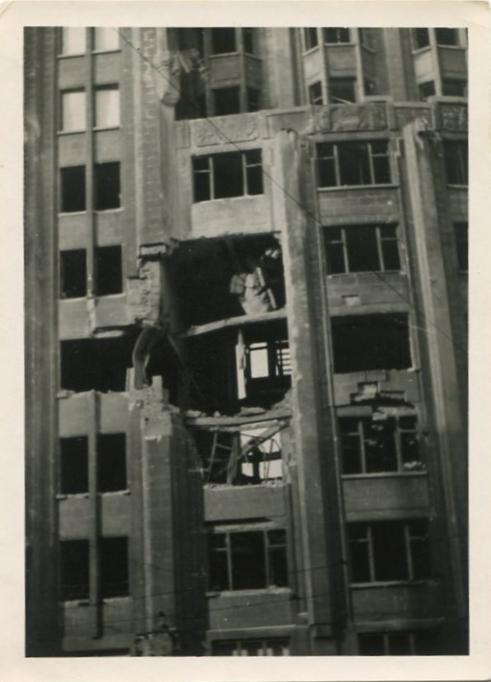
Zniszczona elewacja budynku około 1945 roku

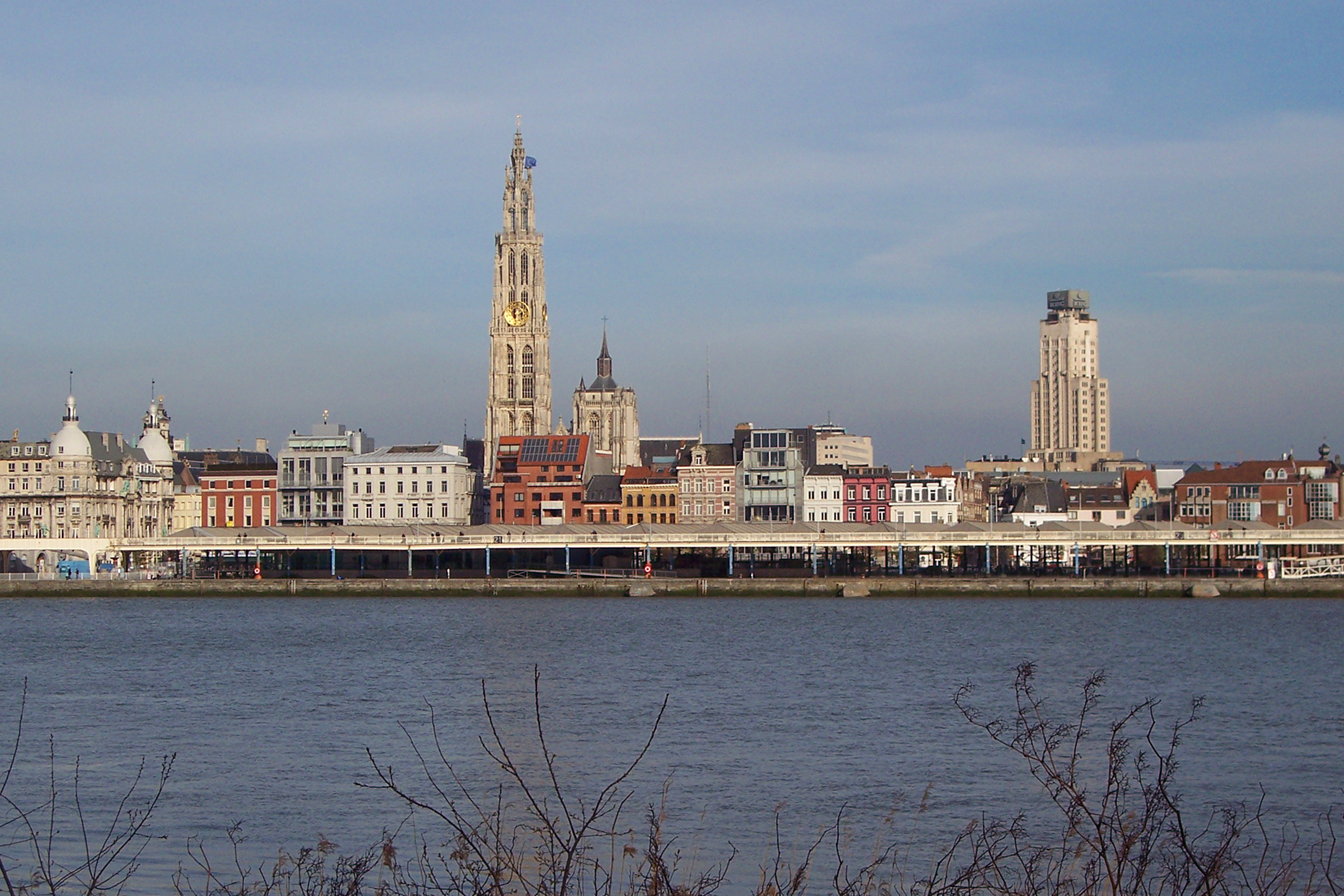
Budynek w panoramie Antwerpii od strony Skaldy w 2012 roku; w środkowej części zdjęcia widoczna katedra Najświętszej Marii Panny

W czasie II wojny światowej Boerentoren dwukrotnie uległ uszkodzeniu: po raz pierwszy w dniach 5–7 września 1944 roku, kiedy to trafiło w niego około 50 niemieckich pocisków artyleryjskich, po raz drugi zaś 6 stycznia 1945 roku, w wyniku uderzenia niemieckiego samolotu-pocisku V-1. Kolejnych zniszczeń budynek doznał podczas pożaru z 25 lutego 1954 roku. Spowodował on całkowite spalenie kondygnacji od 21 do 24 oraz uszkodzenie niedawno zamontowanego nadajnika telewizyjnego.
W połowie lat 60. XX wieku cały gmach postanowiono przekształcić w biurowiec stanowiący główną siedzibę banku KBC z zachowaniem kilku sklepów na parterze. Z tego względu do 1968 roku przeprowadzono renowację budynku pod kierownictwem architektów Léona Stynena i Paula De Meyera. W jej ramach praktycznie całkowicie usunięto styl art déco z wnętrz obiektu, na jego szczycie zaś umieszczono szklany punkt obserwacyjny, zapewniający 360-stopniowy widok na Antwerpię.
W latach 1975–1976 przeprowadzono przebudowę szczytu wieżowej części budynku, w wyniku której usunięto miedziane zwieńczenie dachu i uszkodzony w 1954 roku nadajnik telewizyjny, a następnie zbudowano nadbudówkę z 26. kondygnacją, mieszczącą salę panoramiczną (niderl. panoramazaal) oraz konstrukcję z logo zajmującego budynek banku. W wyniku tych działań całkowita wysokość gmachu zwiększyła się do 97,75 m. Oprócz tego oryginalne stalowe okna zastąpiono oknami drewnianymi z szybami z brązowego szkła, a także całkowicie przeprojektowano wnętrza, dodając przy tym nową salę z okienkami bankowymi, nad którą umieszczono widownię. W niższej części obiektu zbudowano trzy betonowe rdzenie mieszczące szyby wind, klatki schodowe, kanały wentylacyjne i instalacje sanitarne.
17 lipca 1981 roku Boerentoren stał się prawnie chronionym zabytkiem ze względu na wartość historyczną dla Antwerpii i Flandrii. Ochrona dotyczy elewacji i dachu wieżowej części budynku. 
W latach 2014–2015 dokonano renowacji elewacji budynku, w ramach której zastąpiono okienne szyby z brązowego szkła szybami ze szkła neutralnego.
W 2019 roku Boerentoren stracił miano drugiego pod względem wysokości obiektu budowlanego w Antwerpii na rzecz Antwerp Tower, który wówczas w ramach renowacji trwającej ogółem od 2017 do 2021 roku zyskał nową całkowitą wysokość wynoszącą 100,70 m (jego całkowita wysokość w momencie oddania do użytku w 1974 roku wynosiła 87 m).
Pod koniec 2020 roku bank KBC sprzedał budynek grupie logistycznej Katoen Natie, należącej do antwerpskiego przedsiębiorcy Fernanda Hutsa. Bank postanowił wystawić gmach na sprzedaż po tym, gdy okazało się, że usuwanie odkrytego w różnych jego częściach w 2018 roku azbestu (z tego powodu obiekt wówczas zamknięto) zajmie więcej czasu, niż pierwotnie zakładano. Nowy właściciel budynku początkowo wyraził zamiar przekształcenia go w „wieżę kultury” z przestrzeniami do organizacji wystaw, magazynami dzieł sztuki, restauracjami i kinem przy jednoczesnym zapewnieniu lokali handlowych i gastronomicznych oraz przestrzeni na biura i mieszkania. 
W lipcu 2021 roku w Boerentoren rozpoczęto prace przygotowawcze związane z przebudową i usuwaniem azbestu.